# R101

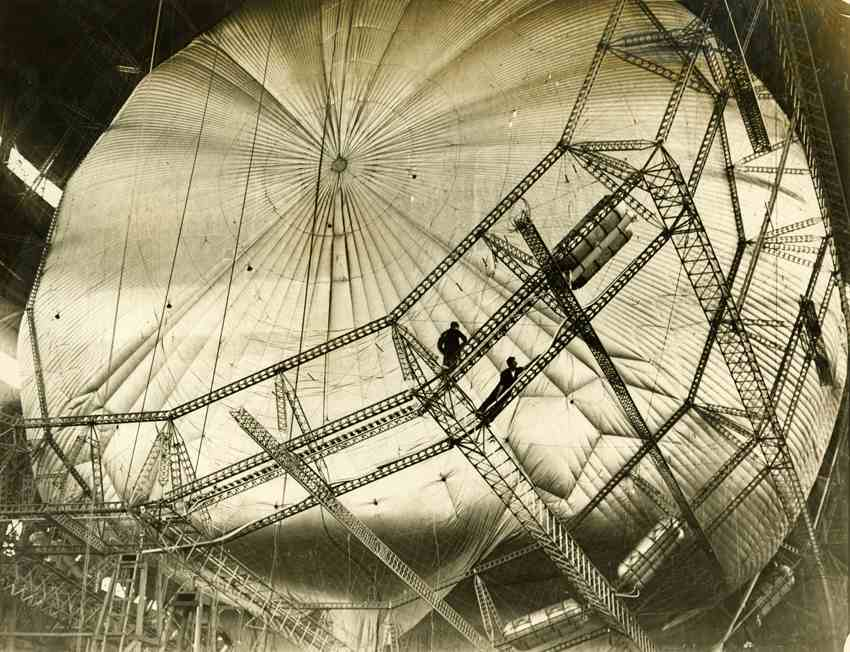

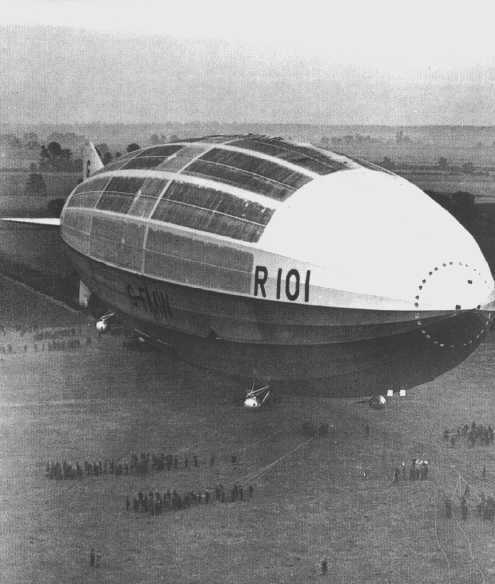

R101 — крупнейший британский жёсткий дирижабль, один из самых больших дирижаблей в мире. Постройка завершена в 1929 году. 5 октября 1930 года, выполняя свой первый межконтинентальный перелёт, разбился в северной Франции в окрестностях города Бове, при этом из находившихся на борту 54 человек погибло 48. По числу жертв среди крушений дирижаблей 30-х годов эта катастрофа превзошла немецкий «Гинденбург» (сгорел в 1937 г., 36 погибших) и уступила только американскому «Акрону» (разбился в 1933 г., 73 жертвы). С гибелью R101 в Великобритании подошла к концу эра дирижаблей жёсткой системы.

## История

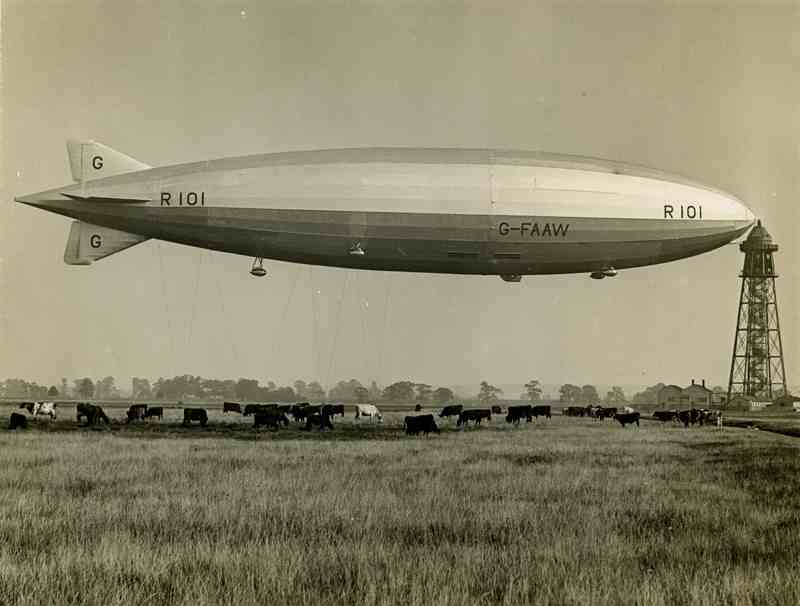

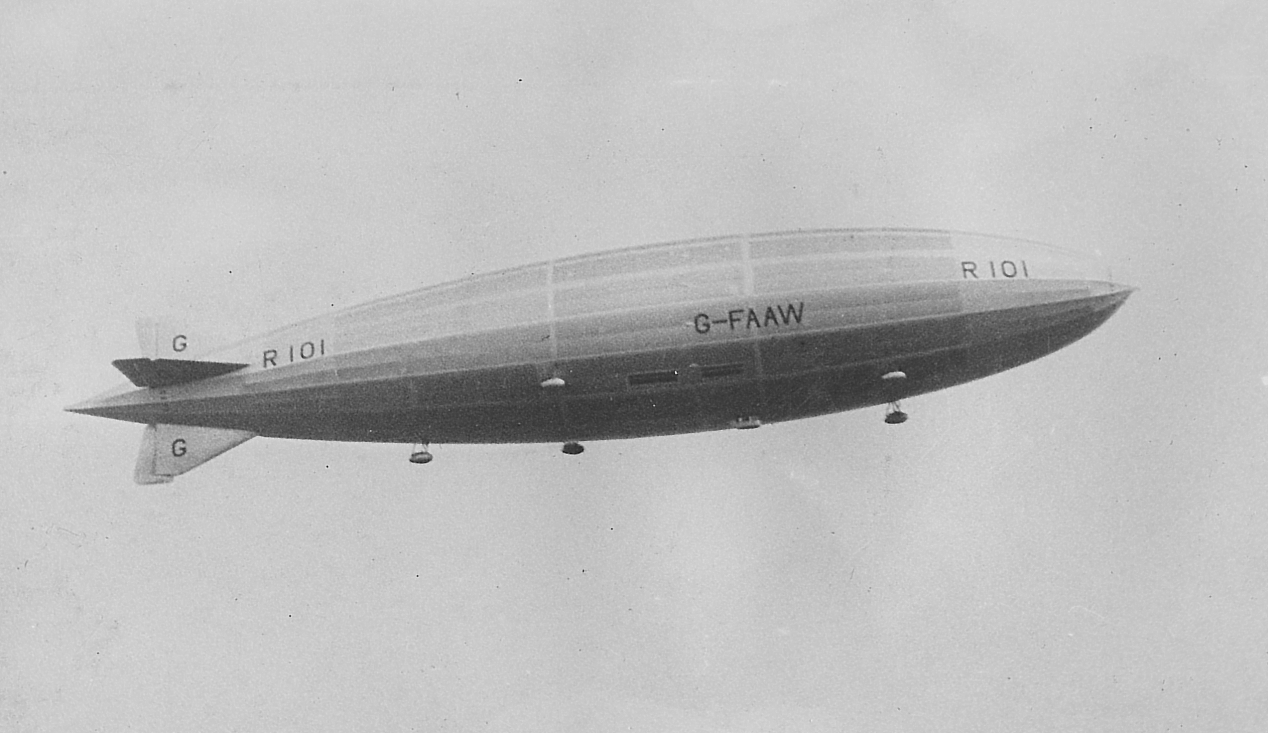

### Конструирование
Идея постройки R101 возникла в контексте британской государственной инициативы по созданию дирижаблей. В 1924 к рассмотрению была предложена концепция воздушного судна, способного нести 200 солдат или 5 аэропланов-истребителей. Для её осуществления требовалось создание дирижабля с объёмом баллонов в 230.000 м³ — гораздо больше, чем у реально существовавших в то время дирижаблей. Для ускорения поиска новых конструкторских решений были собраны две независимые группы инженеров — одна, находясь в подчинении государственного Воздушного министерства, отвечала за разработку R101; вторая была организована компанией Vickers, взявшейся разработать проект R100 в рамках контракта с фиксированной ценой. В состав команды от компании Vickers входили Барнс Уоллис, позже получивший известность как создатель прыгающей бомбы, и Невил Норвэй — прославившийся в качестве писателя под псевдонимом Невил Шют.

### Постройка
Постройка R101 началась в 1926 году. В связи с тем, что проведение в жизнь некоторых амбициозных решений (в том числе создание водородных двигателей) закончилось неудачей, строительство было завершено на два года позже плана, в 1929 году. Проект предусматривал подъёмную силу в 60 английских тонн (54,5 метрических), однако на практике этот показатель достиг всего 35 (31,8 метрических).
Из-за недостаточного размаха стабилизаторов устойчивость R101 вызывала опасения. Во время показательного полёта на аэрошоу в Хендоне в 1930 г. дирижабль едва не врезался в землю, а также проявил склонность к нырянию во время обратного перелёта. Газовые баллоны во многих местах дали течь. Было обнаружено, что при качке газовые клапаны новой конструкции слегка приоткрываются, создавая непрерывную утечку водорода, вследствие чего воздушное судно постоянно теряет подъёмную силу. Несмотря на это, дирижабль получил сертификат о лётной годности. Конструкторы удлинили раму, добавили ещё один газовый баллон, повернули пропеллеры в обратную сторону и заменили обшивку. После доработок дирижабль имел длину 237 м, объём 160.000 м³ и подъёмную силу около 45 метрических тонн.
По окончании постройки R101 превзошёл в размерах дирижабль LZ 127 «Граф Цеппелин» (который при сходной длине имел всего 100.000 м³) и стал самым большим воздушным судном в мире, однако через 5 лет уступил этот титул «Гинденбургу» (245 м и 200.000 м³).

### Удобства
Дирижабль имел 50 одно-, двух- и четырёхместных пассажирских кают, расположенных на двух палубах, столовую на 60 человек, две прогулочные палубы с окнами вдоль стен, и даже отделанную асбестом комнату для курения на 24 человека. Пассажирами использовалась в основном верхняя палуба. На нижней находились кухни, туалеты и комната для курения, а также размещался экипаж.

### Двигатели
R101 был оборудован пятью тяжёлыми дизельными двигателями Beardmore MkI Tornado. Эта 8-цилиндровая модель была создана путём объединения двух 4-цилиндровых двигателей, предназначенных для железнодорожного транспорта. Проект предусматривал мощность в 700 л. с. (520 кВатт) при 1000 об/мин, но на практике двигатель мог стабильно давать только 585 л. с. (436 кВатт). К тому же, суммарный вес двигателей —  15,4 тонны — был на 5,4 тонны больше проектного. Подшипники, соединяющие шатуны с коленвалом, оказались ненадёжными; в результате к ним было применено золочение. Кроме того, в двигателе обнаружились сильные вибрации, которые проявляли себя на частотах, соответствовавших холостому ходу и крейсерской скорости.

### Последний полёт

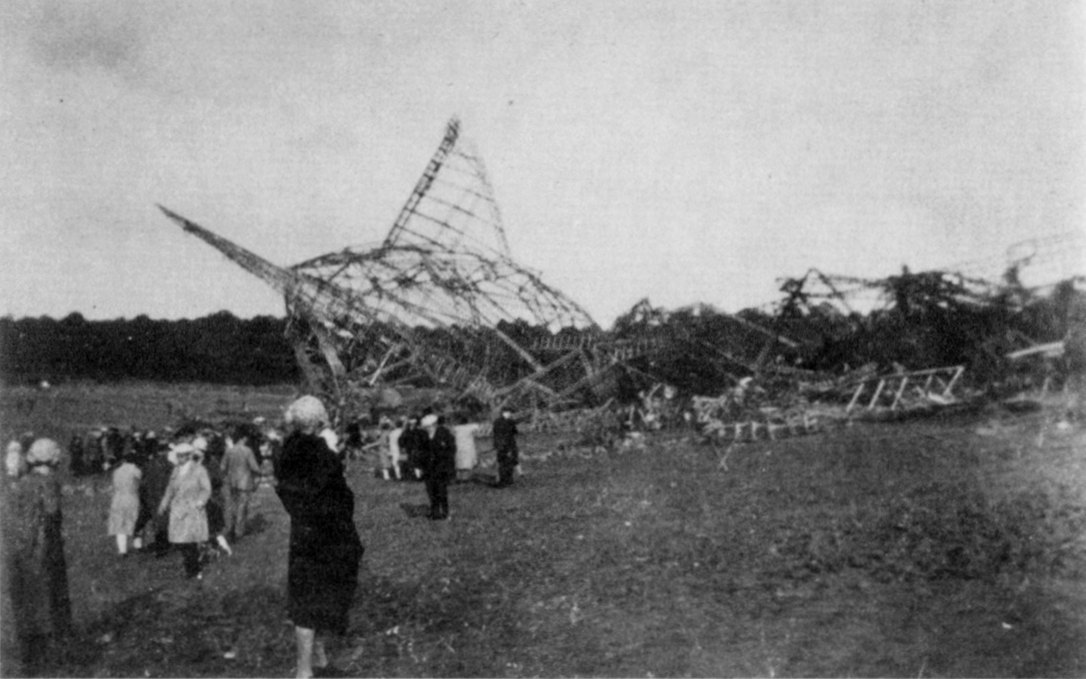
Обломки R101

Последний испытательный полёт был назначен на 26 сентября 1930 года, но потом перенесён на 1 октября из-за неблагоприятных погодных условий. Полёт продолжался 17 часов, после чего судно вернулось на базу в Кардингтон. При этом есть также сведения, что испытания проходили в облегчённых условиях: не проводились проверки на турбулентность, ресурсные испытания и полёты на максимальной скорости. Кроме того, у дирижабля значительно сместился вперёд центр тяжести.
4 октября R101 под командованием капитана Кармайкла Ирвина отправился в свой первый рейс.  Пунктом назначения был Карачи (в то время — Британская Индия), также планировалась дозаправка в Исмаилии (Египет). Среди пассажиров находились государственный секретарь по воздушным делам, директор гражданской авиации и представитель австралийских ВВС. Для взлёта с дирижабля было сброшено 4,5 тонны водяного балласта.
Однако спустя 30 минут после взлёта отказал пятый двигатель. Через час воздушное судно в условиях резко ухудшившейся погоды пересекло центр Лондона. При этом дирижабль терзали сильный ветер и дождь. Из-за того, что оболочка летательного аппарата промокла насквозь, его вес увеличился на 3 тонны.
Над Францией R101 был встречен порывистым ветром, который сорвал внешнюю обшивку и повредил первый газовый баллон. Близ Бове, к северу от Парижа, дирижабль на скорости всего 20 км/ч врезался в склон холма. Из-за удара вытекавший водород воспламенился, и огонь быстро охватил всё судно.
46 из 54 находившихся на борту погибли. Ещё два человека позже скончались в больнице, увеличив число жертв до 48.
Следственная комиссия обнаружила свидетельства повреждения внешней оболочки верхней части носа дирижабля. Это, по предположению комиссии, привело к разрушению газового баллона и утечке водорода, вследствие чего передняя часть корабля потеряла подъёмную силу и стала опускаться. Ещё при испытаниях у R101 наблюдалась сильная продольная неустойчивость, вытекавшая из уникальной конструкционной особенности судна — отсутствия каких-либо средств для ограничения продольного перемещения газовых баллонов. Точная причина воспламенения осталась неустановленной.
Подрядчики по сборке лома работали на месте крушения на протяжении всего 1931 года. 4,5 тонны собранного дюралюминия приобрела компания Цеппелин.
Неудача проекта R101 ознаменовала прекращение попыток Великобритании по созданию воздушных аппаратов легче воздуха. Несмотря на то, что R100 был более успешен и успел совершить трансатлантический перелёт, сразу после крушения R101 он был поставлен на консервацию и в 1931 г. сдан на слом.

### Отражение в культуре
Последнему полёту и гибели дирижабля посвящена композиция «Empire of the Clouds» группы Iron Maiden, написанная и выпущенная к 85-й годовщине катастрофы.